# Hyloxalus peruvianus
Espèce
Synonymes
- Phyllobates peruvianus Melin, 1941
- Colostethus peruvianus (Melin, 1941)

Statut de conservation UICN

 LC  : Préoccupation mineure
Hyloxalus peruvianus est une espèce d'amphibiens de la famille des Dendrobatidae.

## Répartition
Cette espèce est endémique du Pérou. Elle se rencontre dans les régions de Huánuco et de San Martin de 400 à 1 500 m d'altitude.
Sa présence est incertaine en Équateur et en Bolivie. Les spécimens reportés du Brésil ne sont pas de cette espèce. 

## Étymologie
Cette espèce est nommée en référence au lieu de sa découverte, le Pérou.

## Publication originale
- Melin, 1941 : Contributions to the knowledge of the Amphibia of South America. Göteborgs Kungliga Vetenskaps och Vitter-Hets Samhalles Handlingar, vol. 88, p. 1–71 (texte intégral).